# Plou i fa sol

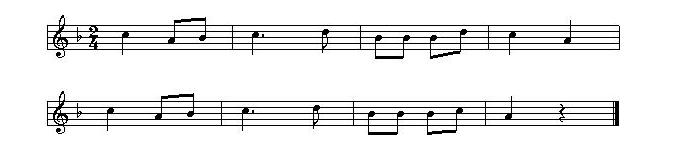
Partitura.

Plou i fa sol és una cançó tradicional catalana que s'ha cantat als infants des de fa molt temps, de manera que actualment forma part del repertori de cançons infantils de la cultura popular catalana.

## Lletra
| « | Plou i fa sol, les bruixes es pentinen, plou i fa sol, les bruixes porten dol. | » |

## Variants
A vegades s'afegeixen altres estrofes.
- Segons la versió de la Crestomatia de Cançons tradicionals catalanes de Joaquim Maideu:[1]

| « | Plou i fa sol, les bruixes es pentinen, plou i fa sol, les bruixes fan un ou. | » |

- Segons la versió del recull de cançons infantils de la col·lecció Una mica de tot:[2]

| « | Plou i fa sol, liró, liró, liraina, plou i fa sol, liraina lirandó. | » |

També ha servit d'inspiració per a poetes, com és el cas de Miquel Martí i Pol, en una de les seves primeres obres poètiques, Quinze poemes: Porto la tarda recolzada al braç:
| « | Plou i fa sol, les bruixes es pentinen, al cel triomfa l'arc de Sant Martí, el món fa la rialla entre boirines i el verd és més lluent i el groc més fi. Plou i fa sol!, una alegria nova xiscla i s'ensenyoreix del pensament, i el poble vell, estès tal com la roba, comença a retrobar-se lentament. Plou i fa sol, cor meu, pla ho endevines, plou i fa sol, i riu clar l'horitzó, plou i fa sol, les bruixes es pentinen... I el vent manyac s'emporta la cançó. | » |

I també a la Maria-Mercè Marçal en Bruixa de dol (el seu segon llibre, que va escriure el 1977 i va publicar el 1979).

## Anàlisi
Es tracta d'una composició amb compàs binari. L'estructura d'aquesta cançó és molt senzilla, està formada només per dues frases AA’, cadascuna de quatre compassos.
És una melodia establerta a partir de l'escala tetràfona (mi, fa, sol, la), l'origen d'aquesta escala es basa en el primer tetracord modal dòric grec (o Frigi Medieval), en mode de mi, característic de la cultura hel·lènica. A Catalunya se'n troben molts altres models: Ball rodó, Jo te l'encendré, La sardana de l'avellana, Pedra pedreta, Peix Peixet, Peu pulidor, Quatre pedres, Una plata d'enciam..